# (10783) 1991 RB9
(10783) 1991 RB9 là một tiểu hành tinh vành đai chính. Nó được phát hiện bởi Henry E. Holt ở Đài thiên văn Palomar ở Quận San Diego, California, ngày 11 tháng 9 năm 1991.